# オオオニカッコウ
オオオニカッコウ(Scythrops novaehollandiae)は、カッコウ目カッコウ科の鳥類の一種である。この種はオオオニカッコウ属の模式種である。オオオニカッコウは托卵を行う種では最大種であり、カッコウ類でも最大種である。
オオオニカッコウはオーストラリア、パプアニューギニアおよびインドネシアに分布する。また、ニューカレドニアやニュージーランドで観察された例もある。この種は分布域内で移動を行う留鳥である。種内には3亜種が確認されており、1亜種は渡り鳥、2亜種は定住性である。オオオニカッコウの生息地は亜熱帯雨林、熱帯雨林、亜熱帯マングローブ、熱帯マングローブに生息する。オオオニカッコウはIUCNによって、軽度懸念（LC）にランク付けされており、絶滅の危険性は低いとされている。

## 分類
オオオニカッコウはオオオニカッコウ属（Scythrops）唯一の種であり、1790年に鳥類学者のJohn Lathamによって、最初に記載された。この属名は古代ギリシア語の「怒る」、「不機嫌な」という意味のskuthro-（σκυθρο）、および「顔」、「目」もしくは「顔つき」という意味のops（ωψ）から来ている。この特別な通り名novaehollandiaeはニューホランド、つまりオーストラリアを意味する。この種は、
- S. n. novaehollandiae：オーストラリア、ニューギニア島およびモルッカ諸島に分布

- S. n. fordi：スラウェシ島に分布

- S. n.schoddei：ビスマルク諸島に分布

の3亜種が確認されている。

## 形態
オオオニカッコウは世界最大のカッコウ類であり、体長は58-66cm、体重は550-930gである。くちばしは藁色のチップのある灰色の二色をしている。くちばしは大きく、わずかに湾曲しており、サイチョウ科のくちばしによく似ている。事実、この鳥は時々サイチョウ科の一種として見誤られることがある。成鳥の羽は、頭部、胸部、腹部、および背面は淡い灰色で、腹部のほうになるにつれ淡く、模様がつく。翼は灰色で、羽毛に褐色の斑が入る。また翼の先端に行くに従い、濃い灰色となる。尾羽は全体に灰色で先端に白色の帯、その白色の帯の上に濃い灰色の帯がある。脚は黒色で、アイリングは明るい赤色。力強く飛翔し、他種と明確に区別でき、飛翔中のシルエットは猛禽類のような十字型である。飛翔中の、翼開長は約1メートル。
この種は、羽と大きさに性的二形が見られ、メスはより小さいくちばしを持ち、色が淡く、腹部にはより縞模様がある。

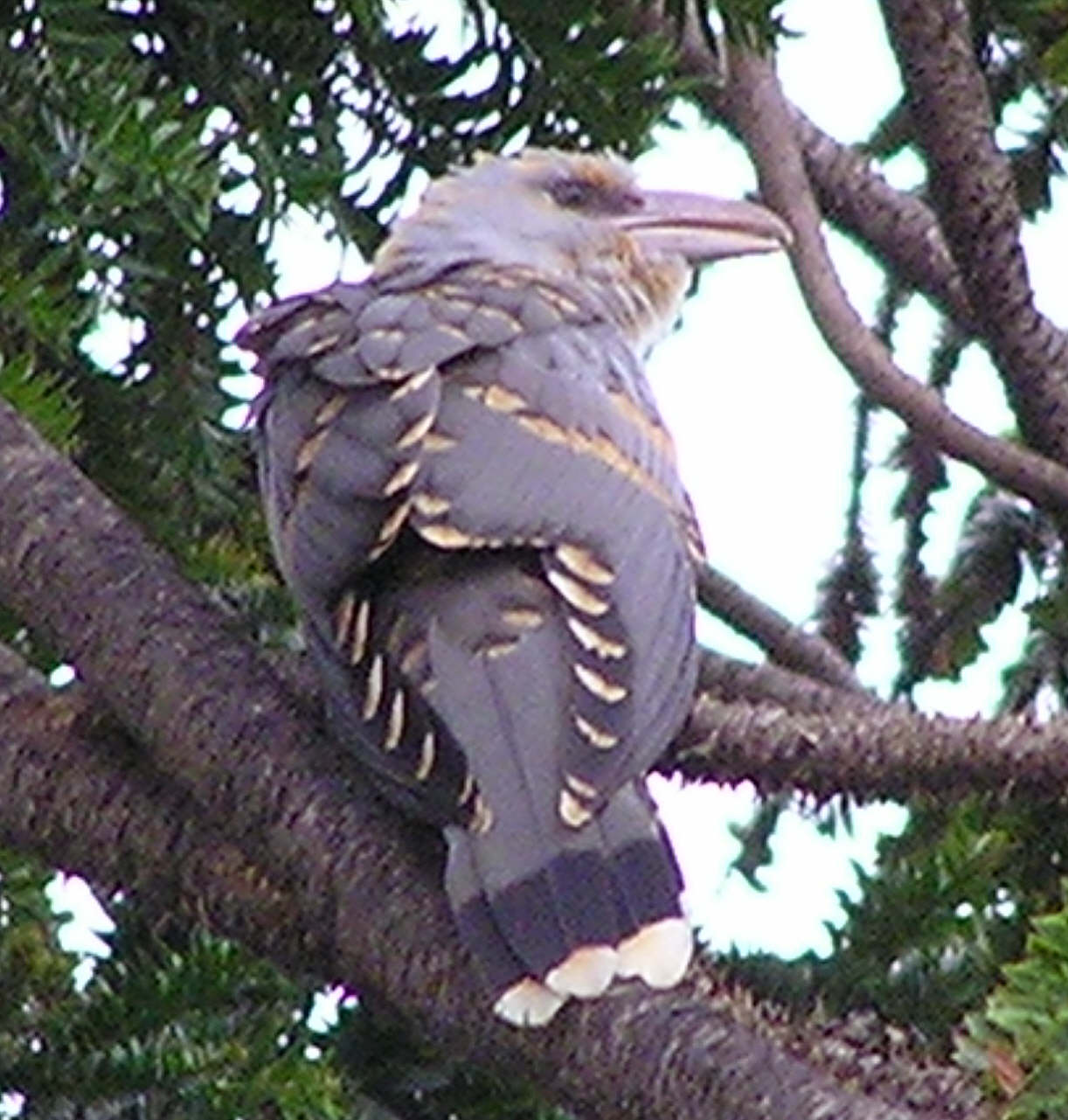
若鳥。翼の上面には淡黄色の斑が見られる。成鳥ではこの斑はもっと暗い。

若鳥は成鳥に似ているが、翼には淡黄色の斑があり、他の羽毛は淡い灰色ではなく黄褐色である。くちばしはより小さく、くすんだピンク色であり、目の周りの皮膚は赤色ではない。

## 分布
オオオニカッコウはオーストラリアの北部および東部、ニューギニア島、ビスマルク諸島およびスラウェシ島西部までのインドネシア東部まで、広く分布する。
この種はビスマルク諸島、フローレス島およびスラウェシ島では留鳥であり、他の地域では渡りを行う渡り鳥である。繁殖地は西オーストラリア州北西部から北部準州、クイーンズランド州、シドニー近くまでのニューサウスウェールズ州東部にかけてである。少数がビクトリア州の西部に来ることがあるが、そこでは繁殖は行わない。迷鳥はニュージーランドやニューカレドニアなどでも確認されている。
繁殖期後の、3月から4月にかけて、オーストラリアの繁殖地から、ニューギニアやインドネシアへ越冬のために渡りを行う。ニューサウスウェールズ州で繁殖を行った鳥はより早い、1月から3月にかけて移動を開始する。 渡りは、1～数羽の小さな群れで移動を行い、トレス海峡を渡る。ニューギニアを経て、ティモール島やモルッカ諸島に近い島々を経由する。この種はニューギニアで一年中見られるが、繁殖しているかどうかは知られていない。渡りを行うオオオニカッコウは10月にオーストラリアへ戻り始める。
繁殖期以外は小さな群れで生活する。

## 食性

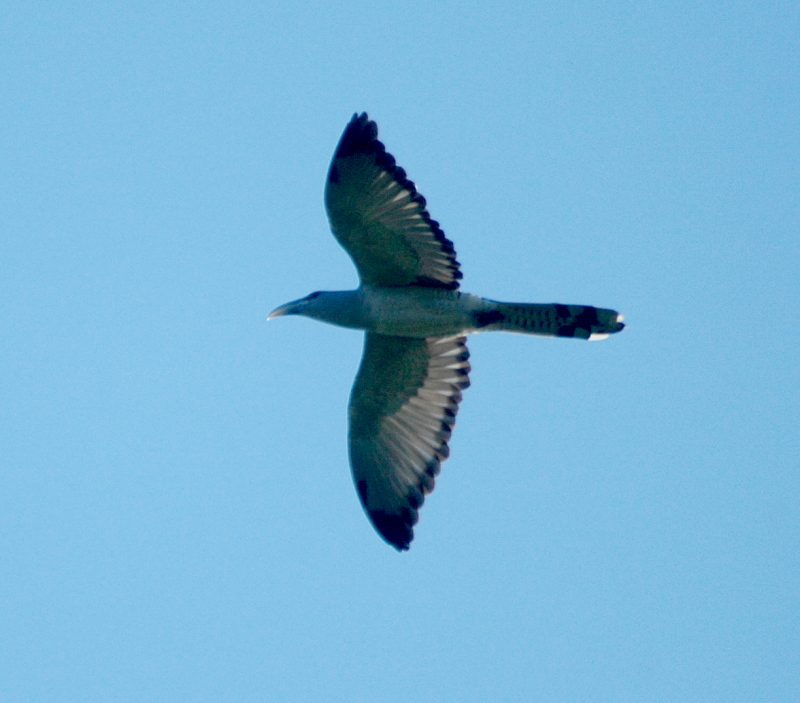
飛翔中のオオオニカッコウ

昆虫類を捕食するカッコウ類としては珍しいが、近縁のオニカッコウ類と同様に、オオオニカッコウの食物の大部分は果実である。採食される果実には、イチジク属、ユーカリ類の種、オオバヤドリギ科の実、移入種であるクロミグワ(Morus nigra)などが含まれる。また、コウチュウ類、チョウ類、バッタなどの昆虫類、ハイイロツチスドリ、ツチスドリ、クロガオミツスイなどの鳥の雛や卵なども捕食する。ときおり群れで、まれにメガネコウライウグイス、サンショウクイ類などの他の果実食の鳥類とともに、通常は大きな木の樹幹で採食する。

## 繁殖
オオオニカッコウは托卵、つまり彼らの幼鳥を彼ら自身で育てる代わりに、他の鳥の巣へ産卵することを行う。この種は繁殖期の期間、つがいを形成すると考えられている。
繁殖行動はさえずりを行うほか、オスがメスへ昆虫類のような食料をプレゼントする求愛給餌が知られている。
つがいは宿主になる鳥の巣へ産卵するのを協力して行う。つまり、メスが宿主の巣の中に入り込み、産卵する間、オスは宿主を挑発するためにモビング（疑攻撃）を行いながら巣の上を飛翔する。オスが抱卵している宿主である鳥を疑攻撃することにより、宿主である鳥を巣から立ち去らせ、その間にメスが産卵を行う。宿主は場所によって様々であり、通常はカラス類、フエガラス類、モズガラス類、カササギフエガラス、チャイロハヤブサ、アカエリツミなどである。
異なったメスにより、一つの巣に複数の卵が、托卵されることがある。卵はカラス類以外のフエガラス類やカササギフエガラスなどによく似ており、様々な色や模様があり、大きさは約48mm x 32mmである。これらは赤褐色や黄褐色からくすんだ白色で、濃褐色の斑がある。
この種の抱卵期間は知られていない。幼鳥は晩生性であり、孵化直後は目が閉じており、羽毛が生えそろっていない。他の多くのカッコウ類とは違い、オオオニカッコウの幼鳥は宿主の卵や幼鳥を排除したりはしないが、稀に他のカッコウ類の幼鳥と同じように給餌される餌を独占し、生き残る。幼鳥は4週間以内に羽毛が生えそろい、巣を去って、木の枝へよじ登るが、幼鳥は巣立ち後も仮親に数週間、給餌される。

## 人との関わり
オオオニカッコウは用心深くなかなか姿を見せず、また大きな鳴き声が特徴的である。オーストラリア北部においては、雨期とともに渡りが始まり、そのために一般的に呼ばれる名前としては、storm-bird（嵐の鳥）やflood-bird（洪水の鳥）、rain-bird（雨の鳥）などがあげられる。また、果実食の習性と、猛禽類のような飛翔中のシルエットにより、fig hawk（イチジク・タカ）としても知られるようになっている。
オオオニカッコウは人間活動により絶滅の危機にあるとは考えられておらず、IUCNの軽度懸念（least concern）に分類されている。この結果、人間活動から利益を得ている、つまり、宿主になる鳥類が、オーストラリアの都市部周辺の庭園の大規模な植栽によって増加したために、オーストラリアオニカッコウなどとともに、これらの種の分布域の数カ所で、個体数が増加している。